# Вагінальна мікрофлора

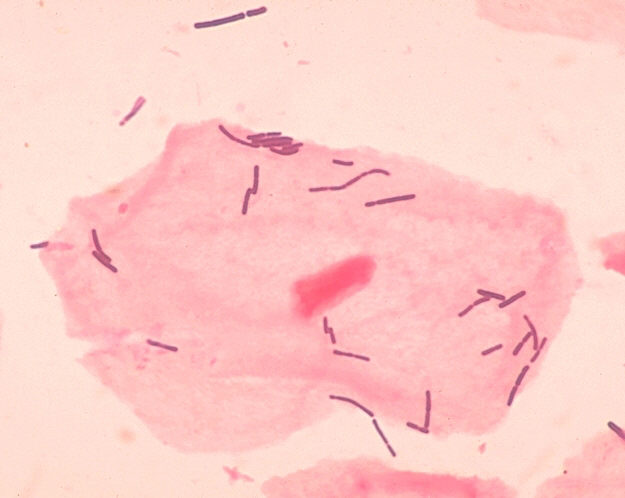
Лактобактерії та злущена клітина плоского епітелію піхви в мікроскопному предметному склі мазка з піхви. Оптична мікроскопія, фарбування гематоксиліном-еозином

Мікрофлора піхви, вагінальна мікробіота або вагінальний мікробіом - це сукупність мікроорганізмів, що колонізують піхву. Вони були виявлені німецьким гінекологом Альбертом Дедерляйном у 1892 році і є частиною загальної мікрофлори жінки. На його честь і названі бактерії, що мешкають в нормі в  піхві — палочками Дедерлейна. Кількість та тип присутніх бактерій мають велике значення для загального стану здоров'я жінки.
Мікрофлора здорової людини відносяться до роду Lactobacillus, такі як L. crispatus, і продукована молочна кислота, як вважають [хто?], захищають від зараження патогенними видами.

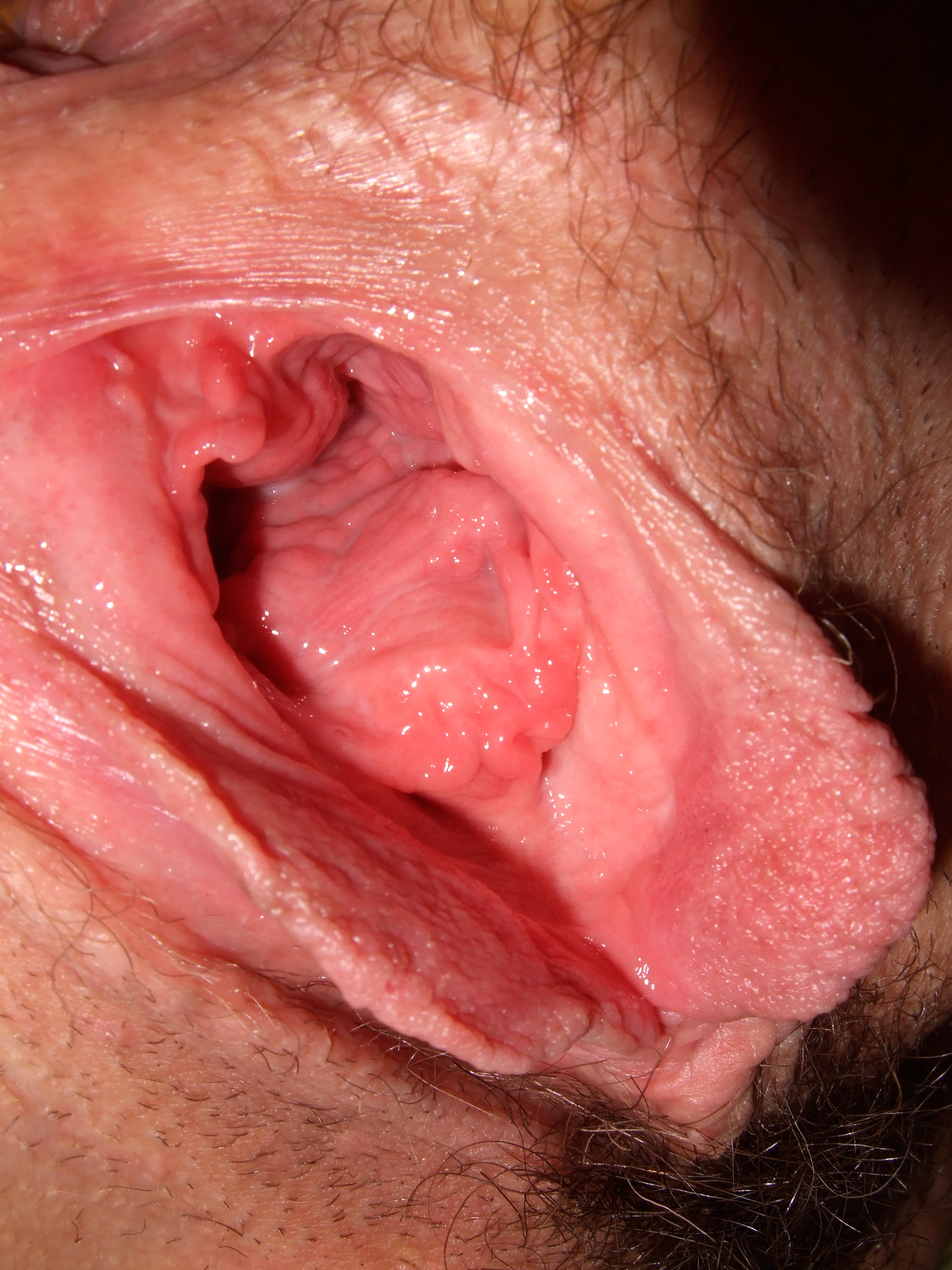
Мікрофлора вагіни

## Лактобактерії
Основними колонізуючими бактеріями піхви здорової жінки є бактерії роду Lactobacillus (90-95%), найбільш поширеними є L. crispatus, L. iners, L. jensenii та L. gasseri.
Було показано, що лактобактерії пригнічують зростання патогенних мікроорганізмів in vitro, наприклад Bacteroides fragilis, кишкової палички, Gardnerella vaginalis, Mobiluncus spp., гонокока, Peptostreptococcus anaerobius, P. bivocia та стафілококів. Вважається, що це досягається в основному за рахунок дії молочної кислоти.
Крім виробництва молочної кислоти та конкурентного придушення видів, лактобактерії мають й інші механізми антагонізму, що включають виробництво активних форм кисню (протимікробний засіб широкого спектру дії) та бактеріоцинів.

### pH і молочна кислота

Глікоген] - це полісахарид, присутній в епітелії піхви, який метаболізується мікробіотою в молочну кислоту. Його накопичення залежить від фази менструального циклу

Низький рівень pH (кисле середовище) вважається основним механізмом, що контролює склад мікрофлори піхви. Хоча молочна кислота, що виробляється лактобактеріями, сприяє підвищенню кислотності піхви, досі не доведено, що вона є основним джерелом низького pH піхви.
При цьому лактобактерії найкраще розвиваються при pH <3,5 . Нормальний рН піхви вважається нижче 4,5 в діапазоні від 3,8 до 4,4.

### Перекис водню
Виробництво перекису водню (H2O2) — добре відомий механізм бактеріального антагонізму, що пригнічує зростання мікроорганізмів за допомогою прямої дії або через людську мієлопероксидазу. Деякі дослідження показують, що лактобактерії, що продукують перекис водню, інактивують ВІЛ-1, вірус простого герпесу 2 типу (HSV-2),  E. coli, трихомонаду вагінальну, Gardnerella vaginalis та Prevotella bivia. Різні види лактобактерій продукують різні рівні активних форм кисню — Відповідно до цього L. iners, що найчастіше асоціюється з порушеною мікрофлорою піхви, є поганим продуцентом H2O2

### Бактеріоцини
Піхвові лактобактерії продукують антимікробні пептиди — бактеріоцини — такі як лактоцин 160 і криспазин з інгібуючою активністю в діапазоні від вузького (близькоспоріднені види Lactobacillus) до широкого (різні групи бактерій, включаючи G. vaginalis і P. bivia) та бактеріоцин-подібних речовин з ширшим спектром активності, ніж бактеріоцини (наприклад, термостійкий пептид, що продукується Lactobacillus salivarius subsp. salivarius CRL 1328).
Інгібуючі речовини, що продукуються вагінальними Lactobacillus, є основним фактором захисту вагінальної мікробіоти за допомогою органічних кислот, бактеріоцинів та перекису водню. Вони діють синергетично проти зараження патогенами. Не усі Lactobacillus spp. і не всі штами в межах одного виду Lactobacillus виявляють усі 3 механізми. Види Lactobacillus розрізняються у жінок в пременопаузі, наприклад L. crispatus , L. jensenii , L. iners , L. gasseri (і, можливо, L. vaginalis), при оцінці за допомогою методів, залежних від культивування та незалежних від культивування.

## Інша мікробіота
Здорова нормальна мікробіота піхви, в якій переважають лактобацили, може відрізнятися серед деяких етнічних груп. Непатогенні вагінальні види є частиною нормальної мікробіоти деяких жінок .
Декілька [скільки?] досліджень показали, що значна частина (7-33%) здорових безсимптомних жінок (особливо темношкірих і латиноамериканських жінок) не має помітної кількості видів Lactobacillus у піхві, і замість цього мають вагінальну мікробіоту, яка складається з інших бактерій, що продукують молочну кислоту, тобто видів з родів Atopobium, Leptotrichia, Leuconostoc, Megasphaera, Pediococcus, Streptococcus и Weissella.
Відмінності у структурі та складі мікробних угруповань можуть лежати в основі добре відомих відмінностей у сприйнятливості жінок цих расових груп до бактеріального вагінозу та різних вагінальних інфекцій, у тому числі захворювання, що передаються статевим шляхом.